# Torrente, un torbellino de pasiones
Torrente, un torbellino de pasiones (En inglés: Torrente, A Torrent of Passions) es una telenovela venezolana realizada y transmitida por la cadena Venevisión en el año 2008 y distribuida por Venevisión International. Escrita por Neida Padilla y Benilde Ávila.
Protagonizada por Maritza Bustamante, Luciano D' Alessandro e Iván Tamayo, y con las participaciones antagónicas de Anabell Rivero y Félix Loreto. Cuenta además con las actuaciones estelares de Eduardo Orozco, Gioia Arismendi, Zair Montes y Damián Genovese.
Se estrenó el 4 de abril de 2008 en el horario de las 21hs y finalizó el 9 de septiembre de 2008. Esta historia que obtuvo un éxito rotundo dominando su horario con el 70% de cuota de pantalla. Se retransmitió el 25 de julio de 2017 en el horario de la 1:00 pm.

## Sinopsis
La historia cuenta la vida de Ana Julia Briceño Mendizábal, ginecóloga-obstetra felizmente casada con el pediatra Reinaldo Gabaldón Leal, y de su amiga, la psiquiatra Valeria Hart, quienes se encuentran unidas por una entrañable y sólida amistad.  
El conflicto nace a partir de la frustración que siente Ana Julia al ver truncado su sueño de tener con Reinaldo un hijo que consolide la felicidad de ambos como pareja, debido a un problema médico que afecta su útero. Esa frustración la impulsa a llevar al límite su lucha por ganarse un derecho que la vida se empeña en negarle, y que ella decide obtener a cualquier costo. Es así como Valeria, conmovida por el gran afecto que siente por su amiga, se involucra junto a ella en una decisión trascendental que cambiará sus vidas y pondrá a prueba su amistad: ante la negativa de Reinaldo de un embarazo subrogado, Valeria se ofrece a cumplir dicho papel, con la condición de que Reinaldo no se entere. Así, Valeria es implantada con el óvulo fecundado de Ana Julia.
Sin embargo, la situación cambia tras un accidente aéreo en plena selva venezolana, por el cual Ana Julia pierde la memoria. Todos a bordo del avión son considerados muertos, y devastados, Reinaldo y Valeria encuentran consuelo en los brazos del otro. El embarazo comienza a ser notorio, y aunque Valeria le dice a Reinaldo que él es el padre del bebé, oculta la verdad acerca de que Ana Julia es la madre bilógica.
Mientras tanto, en el corazón de la Gran Sabana, Ana Julia recibe cuidados por parte de Bayardo Santa Cruz, un hombre solitario que la rescató del lugar del accidente. Bayardo ha sido injustamente execrado por la sociedad, viviendo el drama de un fugitivo para preservar la vida de su hija "Chari", una bella joven invidente que, irónicamente, llega a conocer el amor gracias a Sebastián Gabaldón Leal, el hijo del potencial enemigo de su padre y causante de todas las desgracias de este. 
Alrededor de los protagonistas convergen varios personajes: Juancho Gabaldón, cirujano estético y hermano de Reinaldo; Maruja Briceño abogada esposa de Juancho y hermana de Ana Julia; Rebeca Mendizábal, médico internista, tía de Ana Julia y Maruja; Lorenzo Gabaldón, sacerdote y consejero familiar; Cayo Gabaldón, brillante empresario y figura prominente del mundo farmacológico, dueño del Instituto Médico Gabaldón Leal; Corina Pereira, ginecóloga-obstetra, amiga incondicional y cómplice de Valeria; y Verónica Méndez, instructora de gimnasia, amiga íntima de Juancho.
Después de una serie de eventos, que incluyen a Ana Julia siendo arrestada y a Chari teniendo un hijo con Sebastián, Ana Julia finalmente recupera la memoria y con la ayuda de Bayardo, que se ha enamorado de ella, logra regresar a su hogar. Sin embargo, se impacta al ver que su esposo y su otrora mejor amiga son ahora una pareja, y que han construido una vida con base en una mentira. Ana Julia y Valeria se convierten en rivales, al tratar Ana Julia de recuperar lo que es legítimamente suyo mientras que Valeria, con la ayuda de Corina, trata de aferrarse a la vida falsa que ha creado con Reinaldo.
Eventualmente, Bayardo logra limpiar su nombre y reputación, Chari recupera la vista (su ceguera era psicosomática), y la mentira de Valeria es revelada, permitiendo al fin que Ana Julia, Reinaldo y su bebé puedan gozar de la felicidad que les había sido largamente negada.

## Reparto
- Maritza Bustamante - Ana Julia Briceño Mendizábal de Gabaldón
- Luciano D' Alessandro - Reinaldo Gabaldón Leal
- Eduardo Orozco - Juan Ignacio "Juancho" Gabaldón Leal
- Zair Montes - Andreína Santa Cruz "Chari"
- Anabell Rivero - Valeria Hurt Morán de Gabaldón
- Damián Genovese - Sebastián Gabaldón Leal
- Gioia Arismendi - Maruja Briceño Mendizábal de Gabaldón
- Iván Tamayo -  Bayardo Santa Cruz "Roque"
- Gioia Lombardini - Rebeca Mendizábal
- Carlos Villamizar - Lorenzo Gabaldón
- Marcos Moreno - Atilio Bayón
- José Luis Useche - Hairo Malavé
- Zhandra De Abreu - Paola Vettini
- Susej Vera - Corina Pereira de Gabaldón
- Gonzalo Cubero - Ortega
- Pedro Durán - Pacheko
- Félix Loreto - Cayo Gabaldón
- Verónica Ortíz - Migdalia
- Carolina Motta - Baniba / María Ruíz
- Yina Vélez - Patricia
- Jessika Grau - Verónica Méndez
- Beatriz Fuentes - Margarita
- Christian McGaffney - Benjamín Falcón
- Liliana Meléndez - Rosita
- Marisol Matheus - Martina
- Vanessa Mendoza - Sofía
- César Flores - Arturo Freitas
- Mayra Africano - Nueke / Domitila
- Belén Peláez - Mariela
- Desideria D'Caro - Claudia Montero
- Mónica Pasqualotto - Tamara Domínguez
- Mauricio González - Omar Araulfo
- Rodolfo Drago - Yanis Alarcón

## Curiosidades
- Ocurrente, un torbellino de diversiones fue una parodia que realizó el programa humorístico ¡A que te ríes!,  por Venevisión.[2]
- Partes de la telenovela fueron grabadas en la Gran Sabana, en el estado Bolívar.
- Esta novela compitió en su momento con La Trepadora de RCTV para el año 2008, curiosamente ambas fueron repetidas en 2017 bajo el horario vespertino, aunque en esta oportunidad Televen transmitió la historia de Rómulo Gallegos debido a la ausencia del canal de Quinta Crespo.

## Cronología
| Predecesor: Arroz con Leche | Telenovela Estelar de Venevisión 9pm 4 de abril de 2008 - 9 de septiembre de 2008 | Sucesor: ¿Vieja yo? |